# Le Tenon
Pour les articles homonymes, voir Tenon (homonymie).
Le Tenon est un sommet des monts Dore dans le Massif central.

## Géographie

### Situation
Le Tenon est situé sur la commune de Murat-le-Quaire, entre la Banne d'Ordanche et le puy Gros.

### Hydrographie
Le ruisseau de la Vernouze y prend sa source sur son versant occidental.

## Activités

### Protection environnementale
Le Tenon est inclus dans le site Natura 2000 « Monts Dore », dans la ZNIEFF de type 2 « Monts Dore », ainsi que dans la ZNIEFF de type 1 « Banne d'Ordanche - Puy Gros ».

### Randonnée
Le sentier de grande randonnée 30 l'approche au sud.